# Reisserita panormitanella
Reisserita panormitanella är en fjärilsart som beskrevs av Mann 1859. Reisserita panormitanella ingår i släktet Reisserita och familjen äkta malar. Inga underarter finns listade.